# أذربيجان الغربية (محافظة)

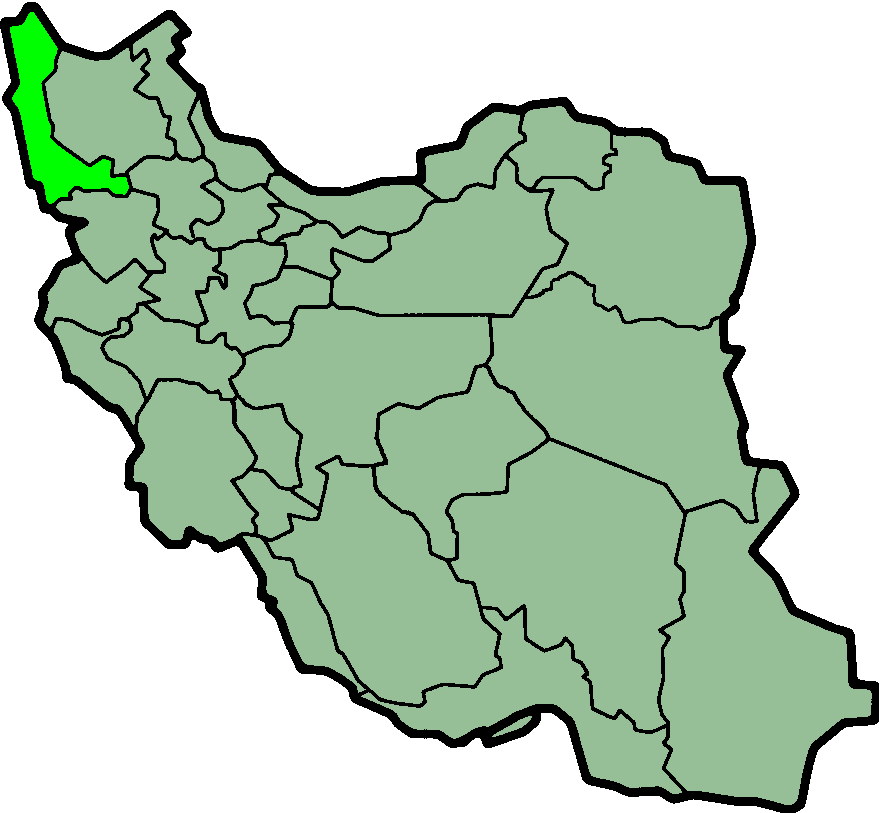

محافظة أذربيجان الغربية (بالفارسية: استان آذربایجان غربی) إحدى محافظات إيران الإحدی والثلاثين، مركزها مدينة أرومية. الأتراك
 والأكراد يشكلون أغلبية سكانها بينما الآشوريون والأرمن يشكّلون البقية من السكان. ويتمركز الوجود التركي في المحافظة في الأجزاء الشمالية والمركزية والغربية والجنوبية وعلى طول الحدود مع تركيا والعراق ومن مدنهم (ماكو، سلماس، أورميه، خوي، شوط، چايپاره، پلدشت، مياندوآب، تكاب، شاهين دج، سولدوز). بينما الكرد يتمركزون في الجزء الجنوبي من المحافظة ومن مدنهم (پيرانشهر، سردشت، مهاباد، بوكان).